# Hydropsyche mahrkusha
Hydropsyche mahrkusha är en nattsländeart som beskrevs av Schmid 1959. Hydropsyche mahrkusha ingår i släktet Hydropsyche och familjen ryssjenattsländor. Inga underarter finns listade i Catalogue of Life.